# Christoph Kail
Christoph Kail (* 1967 in Wien) ist ein österreichischer Schauspieler.

## Leben
Christoph Kail, der in Wien aufwuchs, erhielt seine Schauspielausbildung von 1989 bis 1992 am dortigen Franz Schubert Konservatorium für Musik und Darstellende Kunst.
Nach Abschluss seines Schauspielstudiums war er zunächst von 1992 bis 1994 festes Ensemblemitglied am Landestheater Niederösterreich. Anschließend war er von 1996 bis 2008 fest am Schauspielhaus Salzburg engagiert. Kail spielte auf der Theaterbühne zahlreiche Hauptrollen des klassischen und modernen Theaterrepertoires, u. a. in Stücken von William Shakespeare, Heinrich von Kleist, Georg Büchner, Johann Nestroy, Anton Tschechov, Samuel Beckett und Bernard-Marie Koltès. Er gastierte bei den Bregenzer Festspielen (1991), bei den Wiener Festwochen (1995) und bei den Salzburger Festspielen (2004).
Seit 2008 arbeitet er als freiberuflicher Schauspieler. Er hatte seither Theaterengagements u. a. am Theater Drachengasse in Wien, beim Autorentheater „Theater Rampe“ sowie an der Staatsoper in Stuttgart. Seit der Spielzeit 2015/16 gastierte er des Öfteren am Landestheater Niederösterreich sowie am Theater Klagenfurt mit der Produktion Vor Sonnenaufgang, die für den Nestroy-Theaterpreis nominiert wurde.
In der Spielzeit 2016/17 spielte er an den Vereinigten Bühnen Bozen den Anwalt Amir Kapoor in dem Theaterstück Geächtet von Ayad Akhtar. In der Spielzeit 2017/18 war er dort als Kreon in Franz Grillparzers Medea an der Seite von Marie-Therese Futterknecht zu sehen.
Mehrfach trat er auch am Theater an der Effingerstrasse in Bern auf. Dort spielte er in der Spielzeit 2016/17 den Boris in der Schweizer Erstaufführung des Theaterstücks Bella Figura von Yasmina Reza. In der Spielzeit 2018/19 trat er dort in der Titelrolle von Friedrich Dürrenmatts Theaterstück Romulus der Große auf.
Seit der Spielzeit 2023/24 ist Kail Ensemblemitglied des Tiroler Landestheaters.
Seit 2015 arbeitet Kail verstärkt auch für den Film und das Fernsehen. Er übernahm u. a. Episodenrollen in den österreichischen TV-Serien Schnell ermittelt, SOKO Donau, CopStories und Meiberger – Im Kopf des Täters. Im Tatort: Pumpen des Wiener Ermittlerteams Eisner/Fellner, der im September 2020 erstausgestrahlt wurde, spielte er in einer Nebenrolle den Liebhaber und neuen Freund der Kommissarin Bibi Fellner (Adele Neuhauser).
Kail lebt in Innsbruck.

## Filmografie (Auswahl)
- 2015: Kleine Grosse Stimme (Kinofilm)
- 2017: Schnell ermittelt: Wolf Brennersdorfer (Fernsehserie, eine Folge)
- 2017, 2023: SOKO Donau/SOKO Wien: 3,2,1... Mord, Verloschen (Fernsehserie, zwei Folgen)
- 2018: CopStories: Aufblattelt (Fernsehserie, eine Folge)
- 2018: Meiberger – Im Kopf des Täters: Ausweglos (Fernsehserie, eine Folge)
- 2019: Der vierte Mann (Fernsehfilm)
- 2019: Vienna Blood – Die letzte Séance (Fernsehserie, eine Folge)
- 2020: Tatort: Pumpen (Fernsehreihe)
- 2020: SOKO Kitzbühel: Mein Fleisch und Blut (Fernsehserie, eine Folge)